# Carlo II Tocco
Carlo II Tocco (mort en 1448) est un despote d'Épire et comte palatin de Céphalonie et Zante dès 1424. Duc de Leucade et despote d'Arta, il est citoyen de Venise de 1430 à sa mort.

## Biographie
Carlo II est le fils du comte Léonard II Tocco, le plus jeune frère et corégent de Carlo Ier Tocco, comte palatin de Céphalonie et Zante, duc de Leucade ainsi que dirigeant de l'Épire. En 1424, Carlo II et ses sœurs sont adoptés par leur oncle Carlo Ier. Maddalena Tocco, la sœur de Carlo II, est mariée avec le futur empereur byzantin Constantin XI Paléologue en 1428, mais meurt l'année suivante.
En juillet 1429, Carlo II succède à son oncle Carlo Ier dans l'ensemble des possessions de celui-ci. Toutefois, sa succession est contestée par les fils illégitimes de Carlo Ier. Cette opposition est conduite par Memnone, qui, avec ses frères, fait appel au sultan ottoman Mourad II pour qu'il les aide à sécuriser les possessions de leur père. Ce dernier envoie une armée dirigée par le général Sinan. Ce dernier négocie avec la faction anti-latine de Ioannina et après leur avoir garanti les privilèges de la noblesse, il obtient la reddition de la ville le 9 octobre 1430.
Carlo II continue de régner sur les territoires appartenant encore à sa principauté en Épire en tant que vassal des Ottomans. Dans le même temps, les fils illégitimes de son oncle reçoivent l'Acarnanie comme vassaux de l'Empire ottoman. Carlo II meurt en 1448 et c'est son fils Léonard III Tocco qui lui succède. Carlo II a donné son nom au « Karli-Eli », un sandjak de l'Empire ottoman, dont la capitale est Préveza, correspondant à peu près à l'Étolie-Acarnanie.

## Famille
Carlo II se marie avec Raymonde de Ventimiglia avec qui il a quatre enfants :
- Léonard III Tocco qui lui succède ;
- Giovanni Tocco ;
- Antonio Tocco ;
- Elvira Tocco.

## Sources
- Donald MacGillivray Nicol, The Despotate of Epiros 1267-1479 : A Contribution to the History of Greece in the Middle Ages, Cambridge, Cambridge University Press, 2010 (ISBN 978-0-521-13089-9).
- (en) Alexander Kazhdan (dir.), Oxford Dictionary of Byzantium, New York et Oxford, Oxford University Press, 1991, 1re éd., 3 tom. (ISBN 978-0-19-504652-6 et 0-19-504652-8, LCCN 90023208).
- (en) William Miller, The Latins in the Levant, a History of Frankish Greece (1204-1566), New York, E. P. Dutton and Company, 1908
- (en) John Van Antwerp Fine, The Late Medevial Balkans : A Critical Survey from the Late Twelfth Century to the Ottoman Conquest, Voir en ligne, University of Michigan Press, 1994 (ISBN 0-472-08260-4).